# Philippe Digeon de Monteton
Philippe Digeon de Monteton est un homme politique français né le 13 septembre 1756 à Bordeaux (Gironde) et mort le 1er janvier 1836 à Palluau (Vendée).
Colonel en retraite, il est député de Lot-et-Garonne de 1815 à 1820, siégeant dans la majorité soutenant la Restauration.

## Sources
« Philippe Digeon de Monteton », dans Adolphe Robert et Gaston Cougny, Dictionnaire des parlementaires français, Edgar Bourloton, 1889-1891 [détail de l’édition]